# PSR B1919+21
PSR B1919+21（Pulsar）是一顆位于狐狸座的脉冲星，距离地球2283.12光年，自转周期为1.3373秒，脉宽0.04秒。这颗脉冲星于1967年由剑桥大学研究生乔丝琳·贝尔无意中发现，並將之命名为，意为位于赤经19h 19m的剑桥中子星（Cambridge Pulsar）。因為其電源和信號的規律性類似於烽火台，因此这颗脉冲星曾一度獲得綽號（小綠人）。PSR B1919+21是人类历史上发现的首颗脉冲星。

## 发现
早在1932年，在英国剑桥大学卡文迪许实验室的詹姆斯·查德威克发现了中子后不久，苏联著名物理学家列夫·朗道及其同事们随即预测存在一种完全由中子组成的星。他指出，中子星是非常細小、致密，且辐射非常微弱的星体。1934年，美国威尔逊山天文台工作的沃尔特·巴德和弗里茨·兹威基发表文章预言了中子星的存在，他们认为中子星是大质量恒星演化到超新星爆发之后的产物，恒星坍缩后其核心形成中子星。1939年，美国物理学家罗伯特·奥本海默等提出了系统的中子星理论。但由于当时天文学界对中子星没有足够的重视，所以中子星模型一直只存在于理论中。
1967年10月，剑桥大学卡文迪许实验室安东尼·休伊什教授的研究生——24岁的乔丝琳·贝尔检测射电望远镜收到的信号时无意中发现了一些有规律的脉冲信号，它们的周期十分稳定，为1.337302088331秒，且脉宽0.04秒。这一快速的脉冲当时被半开玩笑地认为是外星高级智能生命传送来的讯息，随后暂时被称为“小绿人1号”（Little Green Man 1，或）。之后的一个月，乔丝琳·贝尔和安东尼·休伊什又陆续在不同天区发现了3个类似的脉冲信号。於1968年2月24日，他们在英国《自然》杂志上发表文章。他们将最早发现的那颗脉冲星取名为，并在文章中指出，这种脉冲星可能就是中子星。1968年6月，美国康奈尔大学托马斯·戈尔德明确指出，乔丝琳·贝尔发现的脉冲星即是正在快速自转的中子星。
在信號的本質被確定之前，贝尔和休伊什曾考慮過這些信號是來自高等外星生命的可能性：
我們並不是真的相信我們接收的信號是來自另一個文明，但顯然這個想法已經越過我們的思想，而且我們也沒有證據證明這是一個完全自然的射電輻射。這是一個有趣的問題——如果一個人認為我們有可能在宇宙的其他地方中發現了生命，那麼我們如何有責任地公佈這個結果？ 我們應該先告訴誰？

## 星体特質
PSR B1919+21的質量約為太陽質量的1.4倍，而半徑則為太陽半徑的1.4×10-5倍（0.000014倍），即约10公里。這代表這顆恆星比太陽還要重40%，但卻比太陽還要狹窄超過99.99%。儘管其表面溫度非常高，但因為表面面積小，所以亮度非常低，僅為太陽亮度的0.6%。其自轉亦非常之快，自轉週期僅為1.3373秒，比太陽的自轉週期（25.05天）快160萬倍。其年齡為1600萬年，比太陽（45.7億年）年輕286倍。

## 意义
脉冲星的发现为研究恒星演化开启了一个新窗口，它与类星体、宇宙微波背景辐射和星际有机分子并称为20世纪60年代天文学的“四大发现”。
於1974年，安东尼·休伊什因为「在無線電天體物理學的開創性研究……在脉冲星的发现上所扮演的關鍵性角色」而获得诺贝尔物理学奖 ，但是脉冲星的发现者乔丝琳·贝尔却并未一同获奖。

## 流行文化
英國後龐克樂隊歡樂分隊專輯《興奮莫名》的封面，即是PSR B1919+21的無線電脈衝圖。《興奮莫名》是一張於1979年發佈的專輯，距離PSR B1919+21的發現日期超過10年。其封面是由彼得·薩維爾所設計。隨著《興奮莫名》的知名度上升，這幅無線電脈衝圖的知名度也不斷上升。不少T恤也印有這幅無線電脈衝圖，包括迪士尼製造的米老鼠戏仿T恤。美國音樂網站Pitchfork Media於2007年稱專輯的封面為「具標誌性的」。BBC網站的蘇西·戈爾德林指出：「彼得·薩維爾為歡樂分隊專輯製作的封面蓋意味深長。其黑色背景上的白線反映出脈衝的能量、低音的激增、以原始的焦慮。如果這個封面蓋不能吸引你，那麼其音樂就能夠吸引你。」

## 参看
- 中子星
- 脉冲星

### 延伸閱讀
- Hewish, A.; Bell, S. J.; Pilkington, J. D. H.; Scott, P. F.; Collins, R. A. . Nature. 1968-02, 217 (5130): 709–713  [2021-10-18]. ISSN 0028-0836. doi:10.1038/217709a0. （原始内容存档于2021-06-02） （英语）.
- . K3pgp.org.   [2013-06-28]. （原始内容存档于2012-02-10）.
- . Cornell University. 2004-01-21  [2013-06-28]. （原始内容存档于2013-12-16）.
- Bell, Jon. . 1996-12-19  [2013-06-28]. （原始内容存档于2012-09-03）.
- Manchester, R.N.; Hobbs, G; Khoo, J. . CSIRO Astronomy & Space Science: Pulsar Group.   [2013-06-30]. （原始内容存档于2016-03-10）.

## 外部連結
- PSR B1919+21的無線電脈衝圖動畫（页面存档备份，存于）
- PSR B1919+21的無線電脈衝圖簡單動畫（页面存档备份，存于）
- 專輯《興奮莫名》的封面
- 專輯《興奮莫名》封面動畫化（页面存档备份，存于）